# Cristo morto sostenuto da due angeli (Palmezzano)
Il Cristo morto sostenuto da due angeli è un dipinto a olio e tempera su tavola (81x79 cm) di Marco Palmezzano, datato 1510 e conservato nel Museo del Louvre a Parigi.

## Descrizione e stile
Il dipinto, che si rifà tardivamente allo stile di Andrea Mantegna e Giovanni Bellini, mostra in primo piano il corpo di Gesù morto, seduto sulla pietra dell'unzione e retto da due angeli. L'artista caricò gli elementi drammatici per suscitare un senso di pietà religiosa nel devoto. la sua figura risalta sullo sfondo di una sperone roccioso scuro, dove si trova il sepolcro. Lasciandoselo alle spalle, il Cristo vince la morte e dunque le tenebre, all'insegna del mondo di luce dopo la Salvezza.
Un soggetto simile dello stesso autore è il Cristo dolente nel Museo Liechtenstein di Vienna.